# Trò chơi chiến lược thời gian thực trực tuyến nhiều người chơi
Trò chơi chiến lược thời gian thực trực tuyến nhiều người chơi (tiếng Anh: Massively multiplayer online real-time strategy game, viết tắt MMORTS) là sự pha trộn giữa thể loại chiến lược thời gian thực và trò chơi trực tuyến nhiều người chơi, có thể dưới dạng trò chơi dựa trên trình duyệt web, nơi có một số lượng rất lớn người chơi tương tác với nhau trong một thế giới ảo. Người chơi thường đảm nhận vai trò của một vị tướng, vua hoặc các loại bù nhìn dẫn đầu một đội quân bước vào trận chiến trong khi duy trì các nguồn tài nguyên cần thiết cho chiến tranh kiểu này. Các chức danh thường dựa trên một thế giới kỳ ảo hoặc khoa học viễn tưởng và được phân biệt từ các loại chiến lược thời gian thực trực tuyến đơn nhất hoặc có quy mô nhỏ bởi số lượng người chơi và sử dụng chung một thế giới liên tục thường được nhà xuất bản game tổ chức và vẫn tiếp tục phát triển ngay cả khi người chơi đang offline.

## Kinh tế
Nhiều MMORTS còn chứa đựng một nền kinh tế sinh động. Các mặt hàng và tiền ảo có thể kiếm được nhờ quá trình chơi game và có giá trị nhất định cho người chơi. Một nền kinh tế ảo như vậy có thể được phân tích (sử dụng dữ liệu đăng nhập bởi các trò chơi) và có giá trị trong nghiên cứu kinh tế; quan trọng hơn, những nền kinh tế "ảo" này còn có thể tác động đến nền kinh tế của thế giới thực. Những game này còn có các nền kinh tế cũng có thể cho phép giao dịch hàng hóa và thị trường chứng khoán được mô phỏng.